# Tongkoko
Le Tongkoko ou Tangkoko, en indonésien Gunung Tongkoko et Gunung Tangkoko, est un volcan d'Indonésie situé dans le Nord de Sulawesi.